# Vinflunin
Vinflunin ist ein Chemotherapeutikum zur Behandlung von fortgeschrittenen Krebserkrankungen. Der Arzneistoff ist ein fluorierter Abkömmling des Vinorelbins und wurde von dem französischen Unternehmen Laboratoires Pierre Fabre in Castres entwickelt.

## Indikation
Vinflunin wurde 2009 unter dem Namen Javlor von der EU-Kommission zugelassen zur Behandlung des fortgeschrittenen oder metastasierenden Übergangszellkarzinoms nach dem Versagen einer Erstlinienbehandlung (MVAC oder Gemcitabin/Cisplatin). Für die Zweitlinienbehandlung ist Vinflunin bis dato die einzige in Europa zugelassene Chemotherapie in dieser Indikation. Die Wirksamkeit von Vinflunin in diesem Anwendungsgebiet  wurde für die Zulassung in zwei multizentrischen, offenen, einarmigen Phase-II- und einer multizentrischen, offenen, kontrollierten, randomisierten Phase-III-Studie dokumentiert.
Ein Antrag bei der europäischen Arzneimittelagentur (EMA) auf eine Indikationserweiterung zur Behandlung des metastasierten Brustkrebses (Mammakarzinoms) bei Taxanresistenz scheiterte im Jahr 2014.

## Wirkprinzip
Vinflunin ist wie alle Vinca-Alkaloide ein Spindelgift (Mitoseinhibitor/Antitubulin) und behindert die Bildung der sogenannten Mikrotubuli der Kernspindel, die in der mitotischen Zellteilung (Anaphase/Telophase) die beiden neuen Chromosomensätze zu den Zellpolen ziehen, und damit die bei Tumorerkrankungen unkontrollierte Zellteilung unterbricht.

## Unerwünschte Wirkungen
Die häufigsten Nebenwirkungen, die in den Studien mit Patienten mit Übergangszellkarzinom des Urothels beobachtet wurden, waren: Erkrankungen des Blutes, hauptsächlich Neutropenie (Mangel an weißen Blutkörperchen) und Anämie (verminderte Zahl roter Blutkörperchen); gastrointestinale Störungen, vor allem Verstopfung (Obstipation), verringerter Appetit (Anorexie) und Gewichtsabnahme, Übelkeit, Entzündungen der Schleimhäute (Stomatitis/Mukositis), Erbrechen, abdominale Schmerzen und Durchfall (Diarrhoe); allgemeine Störungen wie Kraftlosigkeit (Asthenie) und Müdigkeit.
Die Neutropenie kann durch die Gabe von bestimmten Medikamenten (G-CSF) kontrolliert werden, in den meisten Fällen wird man aber auch die Vinflunin-Dosis anpassen. Nicht selten führt eine massive Neutropenie aber auch zum Abbruch der Behandlung. Der unter Umständen schweren Obstipation kann mit der prophylaktischen Gabe von Abführmitteln (Laxanzien) vorgebeugt werden.